# Аббатство Сен-Виктор (Париж)
Аббатство Сен-Викто́р (фр. Abbaye Saint-Victor) — августинское аббатство в предместье Парижа (ныне — Пятый округ Парижа), где в XII в. процветали науки и искусства (см. Адам Сен-Викторский, Гуго Сен-Викторский). Храм, освящённый в честь св. Виктора Марсельского, не сохранился.
Основой аббатства была община августинцев-регулярных каноников, организованная в Париже в 1108 году Гильомом из Шампо. Гильом стремился приобщить секулярное духовенство к монашеской жизни, прежде всего в том что касается совместного проживания, общего богослужения (в том числе пения) и общей собственности. Сразу после основания монастыря Гильом открыл в нём школу, которая получила всеевропейскую известность благодаря развитию в ней духовной и светской учёности. Духовным лидером школы стал Гуго Сен-Викторский. В XII веке здесь трудились богословы и философы Ришар Сен-Викторский (ученик Гуго) и Вальтер Сен-Викторский, писал духовные стихи (которые, возможно, клал на собственную музыку)  Адам Сен-Викторский.
В первой половине XIV столетия здесь жил и работал над своей «Всемирной историей» хронист Жан Сен-Викторский, оставивший ценные свидетельства об эпохе Филиппа IV Красивого и процессе тамплиеров.
После образования Парижского университета значение Сен-Викторской школы несколько снизилось, при том что университет признал научный статус монастырской школы, предоставив ей право присваивать учёные степени.
Во времена Великой Французской революции аббатство было распущено, а величественное готическое сооружение в 1798 году было полностью уничтожено. Отдельные (бесценные) рукописи из библиотеки аббатства были переданы в Парижскую национальную библиотеку. Другие здания монастырского комплекса были превращены в винные склады. В наши дни эти строения — часть факультета естественных наук Парижского университета.